# Myroconger gracilis
Myroconger gracilis is een straalvinnige vissensoort uit de familie van witte zeealen (Myrocongridae). De wetenschappelijke naam van de soort is voor het eerst geldig gepubliceerd in 1991 door Castle.